# 募兵制 (唐朝)
募兵制是唐朝创建的一种募兵制度，募兵制起源于均田制和府兵制的破坏，是一种职业兵制度，同时也是导致唐朝中后期藩镇割据和安史之乱的原因。

## 起源
唐朝初期实行府兵制来征集管理军队，但到了唐玄宗后期，府兵制遭到了严重破坏。唐初规定府兵三年一代，但随着唐朝中期之後边患增加，用兵不断，戍期延长，加上腐败日益严重，边将侵吞士兵财物，强迫士兵为自己服苦役，因此无人愿当府兵。天宝八年（749年），管理府兵的折冲府已经无兵可交。唐政府不得不停止征发府兵，改行募兵制。唐初曾在局部边地少量募兵，自玄宗时开始盛行，开元年间，京师宿卫、边镇戍兵和地方武力基本上俱为募兵充任。

## 编制
募兵分为三种，镇守京师称长从宿卫，后改名彍骑，戍边称健儿，又称长从兵或长征健儿，地方称团结兵。士兵由朝廷招募而来，长期服役，军器衣粮均由朝廷供给，由专门将领统御，改变了府兵制下「将不专兵，兵不识将」的现象。唐睿宗景雲二年（711年），边镇掌兵将领称节度使。

## 影响
唐玄宗天宝年间（742年正月—756年七月），镇守京师的彍骑多招募市井无赖为兵，军中腐败丛生，战斗力低下，地方团结兵缺少财政支持，装备差，数量少，唯有边镇军力强大。唐初全国府兵68万，京师附近便有26万。而天宝元年（742年），全国军队57万，边地竟有49万。《资治通鉴》记载：“猛将精兵，皆聚于西北，中国无武备。”专设将领统兵虽然提高了军队的战斗力，但使士兵只知将帅，不知朝廷，募兵逐渐成为了将领的私人军队。边镇的节度使更掌握了驻地的民政、财赋、刑法权力，逐渐脱离中央，形成地方割据势力，安史之乱中的安禄山便是如此发展而来。此外，募兵的军器衣粮由国家供给，增加了国家的军费开支和财政负担。

### 书籍
- 《新唐书·兵志》
- 《资治通鉴》卷216
- 施建中，《中国古代史》，北京，北京师范大学出版社，2006年。